# Kathedrale von Arezzo

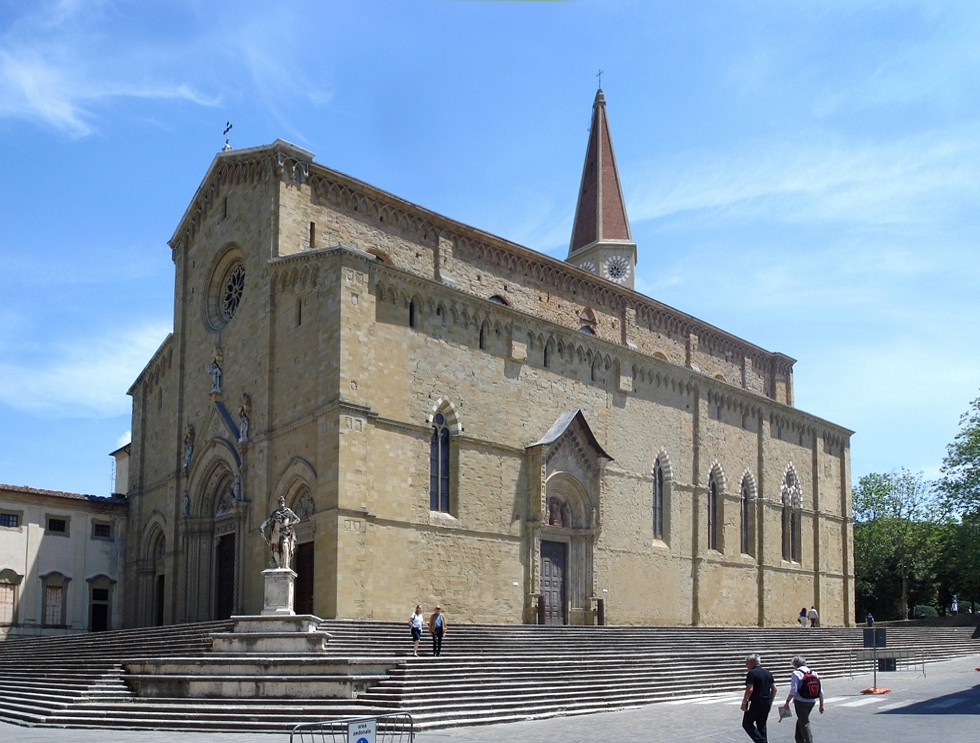
Kathedrale von Arezzo

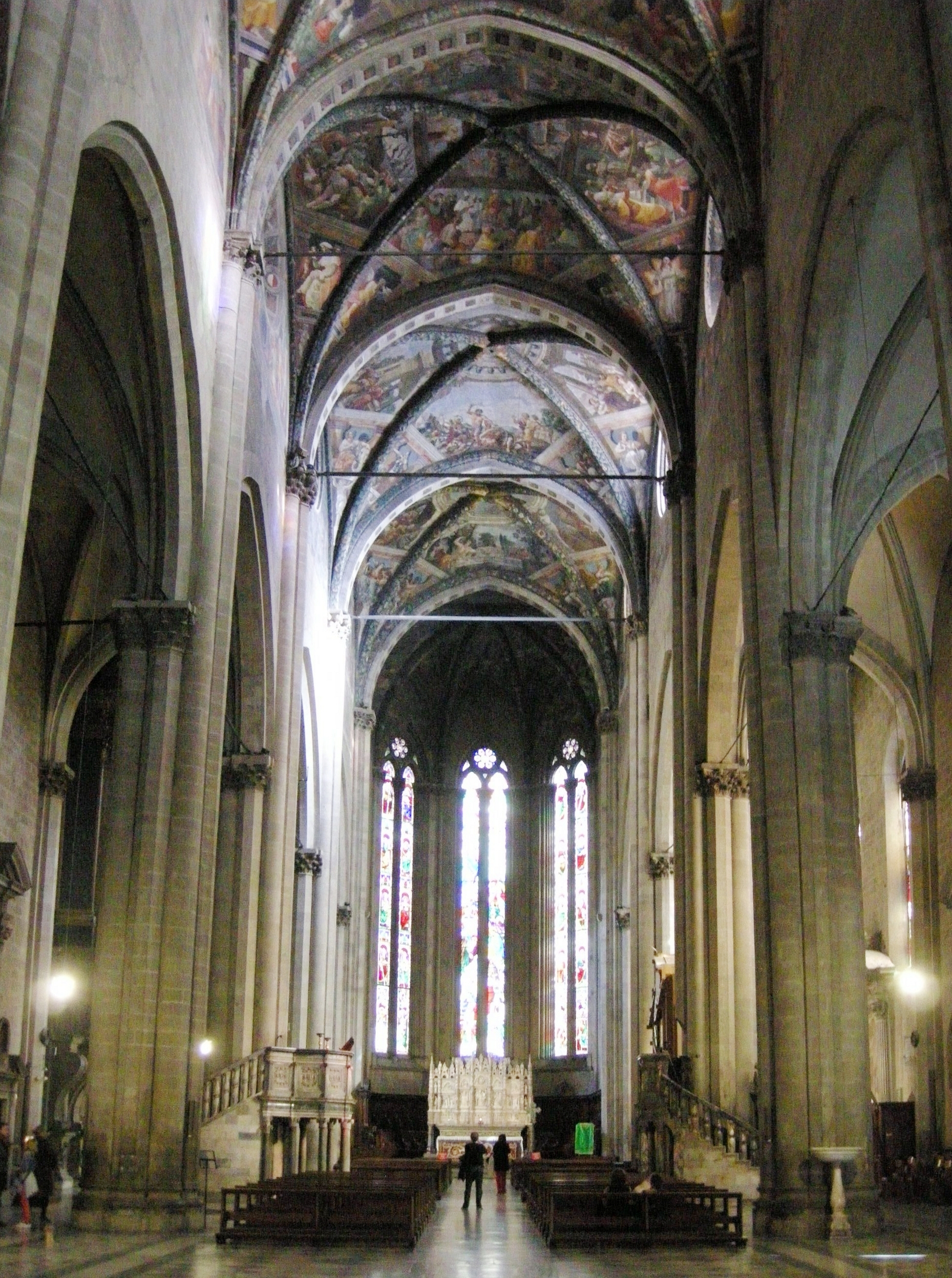
Inneres

Die Kathedrale von Arezzo (Cattedrale di Ss. Donato e Pietro) in der toskanischen Stadt Arezzo ist die Bischofskirche des römisch-katholischen Bistums Arezzo-Cortona-Sansepolcro.

## Geschichte
Das Grab des zweiten Bischofs von Arezzo und Märtyrers Donatus († 362) befand sich auf dem Hügel Colle del Pionta außerhalb der Stadtmauern. Dort entstanden die frühesten christlichen Kultstätten von Arezzo und auch der erste Dom. Im Jahr 1203 ordnete Papst Innozenz III. die Verlegung der Kathedrale in die Stadt an. Baubeginn war 1278, die Fertigstellung dauerte bis 1511. Die heutige Fassade wurde erst 1900–1914 nach Plänen von Dante Viviano geschaffen.
Am 10. Januar 1276 starb Papst Gregor X. auf der Rückreise vom Zweiten Konzil von Lyon in Arezzo. Er stiftete auf dem Totenbett eine beträchtliche Summe für die neue Kathedrale und wurde in ihr bestattet.
Im Frühjahr 1796 wurde Mittelitalien von einer Reihe von Erdstößen erschüttert. Deren Ende schrieb das Volk von Arezzo der Fürsprache der Muttergottes zu, deren rußgeschwärztes Keramikbild in einem Gasthaus am 15. Februar 1796 vor den Augen mehrerer Beter leuchtend weiß geworden sei. Das Gnadenbild wurde zur Kathedrale gebracht, und in den folgenden Jahren entstand am nördlichen Seitenschiff die Cappella della Madonna del Conforto, bis heute eine vielbesuchte Pilger- und Gebetsstätte.

## Architektur
Die Kathedrale von Arezzo ist eine gotische dreischiffige Basilika. Die fünf Joche des Langhauses sind mit Bündelpfeilern gegliedert und tragen Kreuzrippengewölbe. Die Obergadenfenster haben die Form von Okuli nach Vorbild der Santa Maria Novella in Florenz. Nördlich neben dem Chor steht der schlanke, sechseckige Campanile von 1857/1937. Das fehlende Querhaus und der Verzicht auf eine Kuppel sind auf einen Einfluss der Bettelordensarchitektur zurückzuführen.

## Ausstattung
Auf der Südseite des eher schlicht gehaltenen Außenbaus fällt ein um 1380 mit Reliefs und Skulpturen geschmücktes Stufenportal auf. In seinem Bogenfeld wird die Madonna vom Hl. Donatus und Gregor X. flankiert, vollplastischen Terrakottafiguren des „Weichen Stils“. Das Grabmal des 1276 in Arezzo verstorbenen Papstes findet sich gleich rechts im Inneren neben diesem Eingang. 
Die Kathedrale enthält zahlreiche bedeutende Kunstschätze aus Gotik und Renaissance. Der siebenteilige Fensterzyklus von Guillaume de Marcillat aus den Jahren 1516–1524 gilt als ein herausragendes Werk der Glasmalerei, das sich mit seinem „malerischen“ Stil deutlich von der konturierenden Gestaltungsweise gotischer Glasfenster abhebt. Der Hauptaltar mit dem Marmorretabel des hl. Donatus stammt aus den 1370er Jahren und ist auf der Rückseite mit dem Grab des Heiligen verbunden. Der Taufstein ist mit Reliefs aus der Donatello-Werkstatt geschmückt. Das Chorgestühl schuf Giorgio Vasari 1554. Um 1330 schufen  die sieneser Bildhauer Agostino di Giovanni und Agnolo di Ventura das Kenotaph des Guido Tarlati († 1327). 16 Reliefs erzählen von den weltlichen Erfolgen des ghibellinischen Heerführers und Bischofs von Arezzo. Das Fresko der statuarisch aufgefassten Maddalena im linken Seitenschiff schuf Piero della Francesca um 1460. Die Cappella Ubertini enthält Fresken der Marienlegende, die Gregorio und Donato di Arezzo zugeschrieben werden (Anfang des 14. Jahrhunderts). Die Thronende Muttergottes mit Kind wird in die 1260er Jahre datiert.

### Kapelle derMadonna del Conforto
Die in der Zeit des Klassizismus entstandene, aber bereits deutlich gotisierende Cappella della Madonna del Conforto, dreischiffig mit Kuppel, Haupt- und Nebenapsiden, entwarf Giuseppe del Rosso. Bischof Agostino Albergotti ließ sie in den Jahren um 1810 reich ausstatten. Den Mittelpunkt bildet das kleine Gnadenbild, eingelassen in einen goldglänzenden Altaraufbau. Kunstwerke aus anderen Kirchen Arezzos wurden hierher gebracht, darunter farbig glasierte Terrakottareliefs aus der Werkstatt Andrea della Robbias. Das große Retabel Dreifaltigkeit zwischen den Heiligen Bernhard und Donatus stammt vom Meister selbst (1485–1486). Zwei große Historiengemälde – Judith präsentiert dem Volk den Kopf des Holofernes von Pietro Benvenuti und Abigail besänftigt David von Luigi Sabatelli – beziehen sich typologisch auf die Fürsprache Marias.

### Orgeln

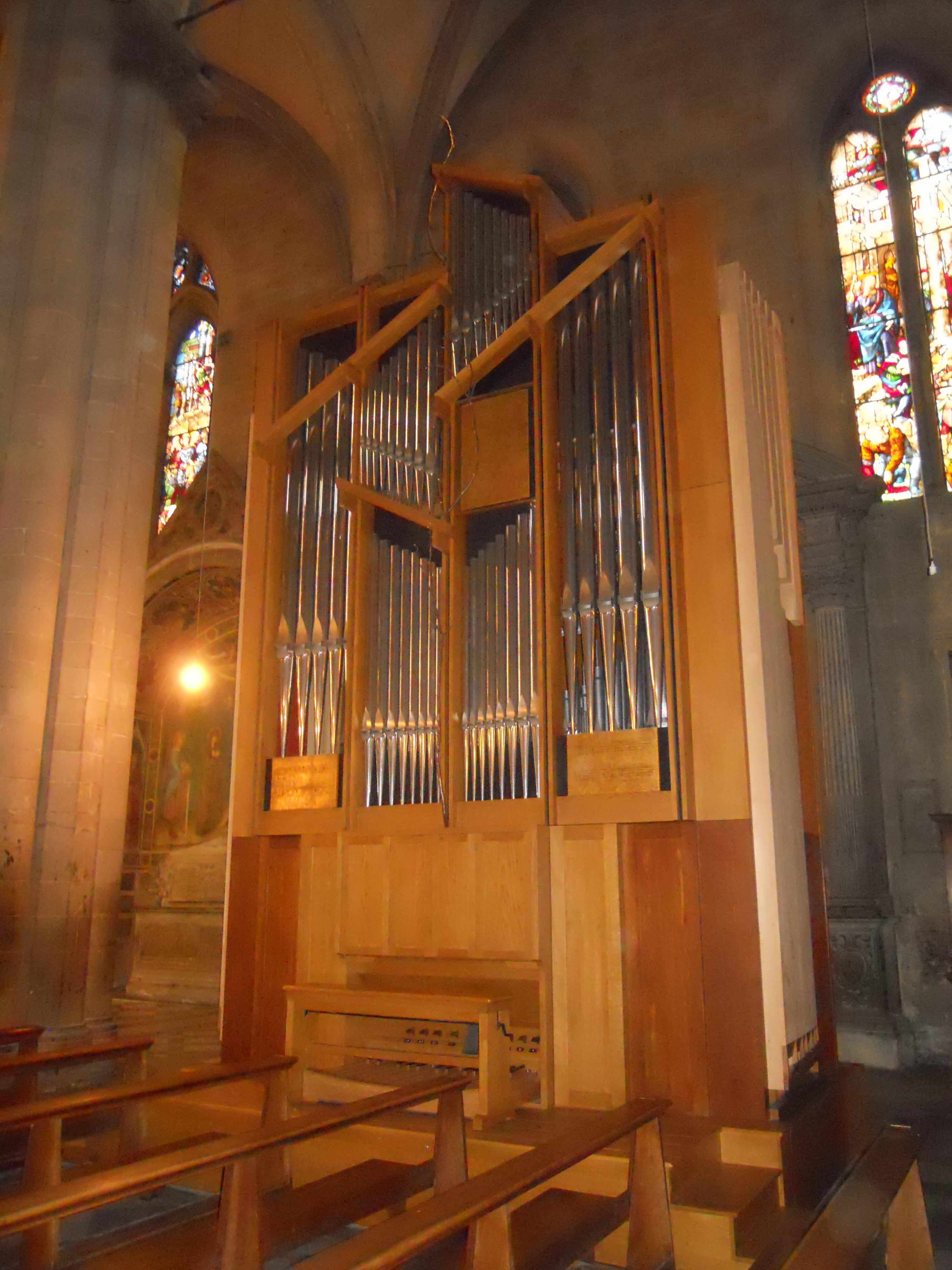
Hauptorgel

In der Kathedrale von Arezzo gibt es zwei Orgeln.
Das älteste Instrument wurde Mitte des 16. Jahrhunderts von dem Orgelbauer Luca di Bernardino da Cortona erbaut. Das rein mechanische Instrument hat neun Register auf einem Manualwerk (Principale 16′, Ottava 8′, Decimaquinta 4′, Decimanona, Vigesimaseconda 2′, Vigesimasesta e Vigesimanona, Flauto in XV 4′, Rosignoli, Cornamusa, Tremolo dolce). Das Pedal ist angehängt.
Die Hauptorgel wurde 2006 von der Orgelbaufirma Pinchi erbaut. Das Schleifladen-Instrument hat 26 Register (1720 Pfeifen) auf zwei Manualen und Pedal. Die Spieltrakturen sind mechanisch, die Registertrakturen sind elektrisch.

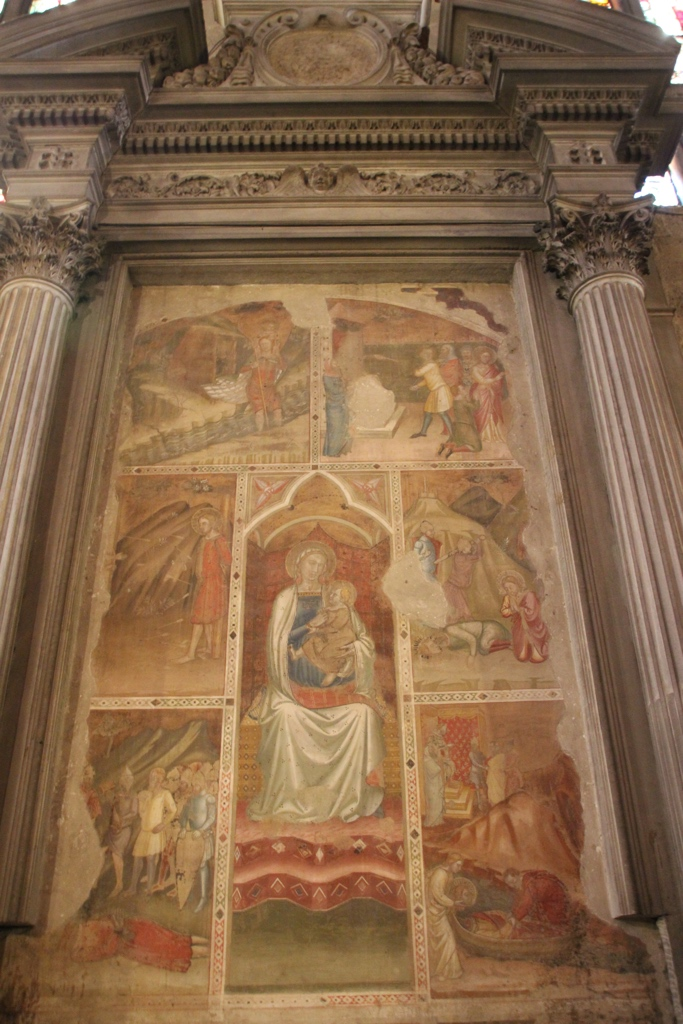
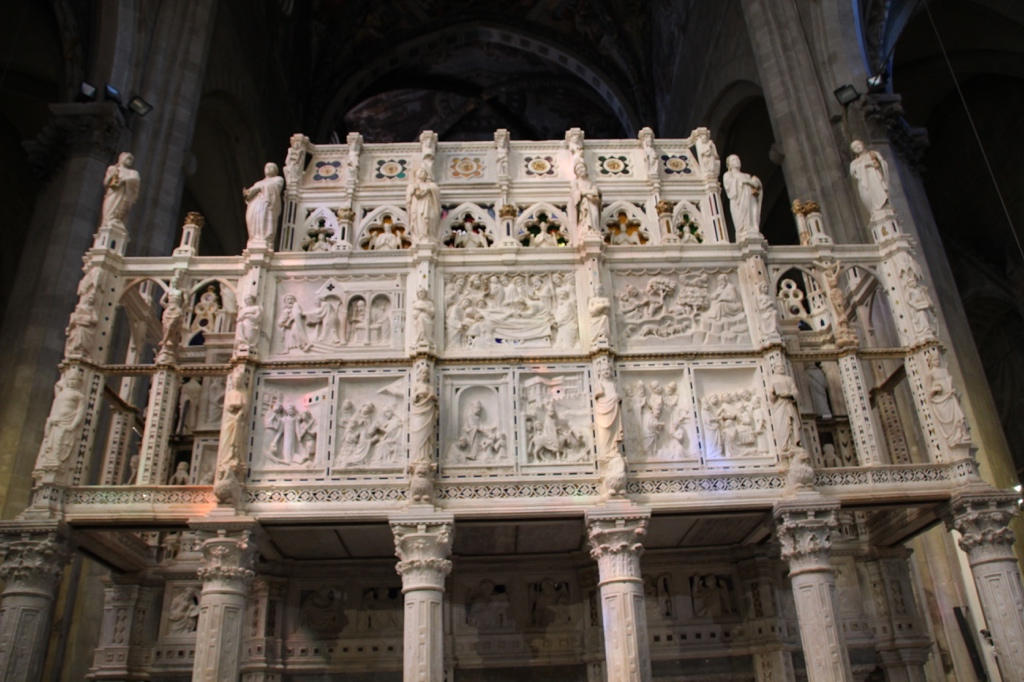
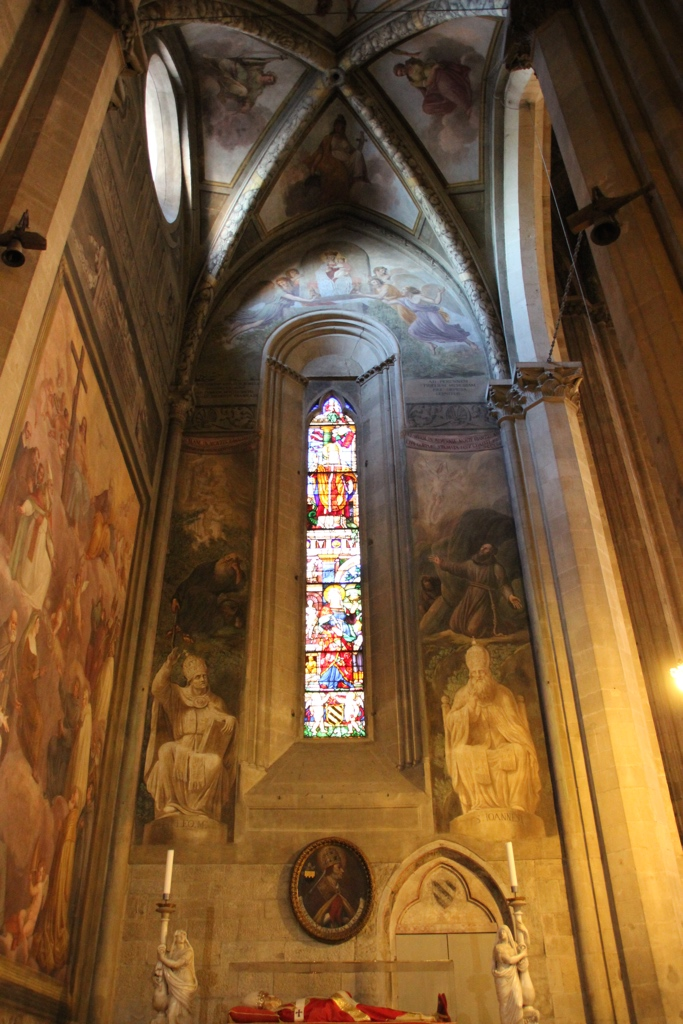
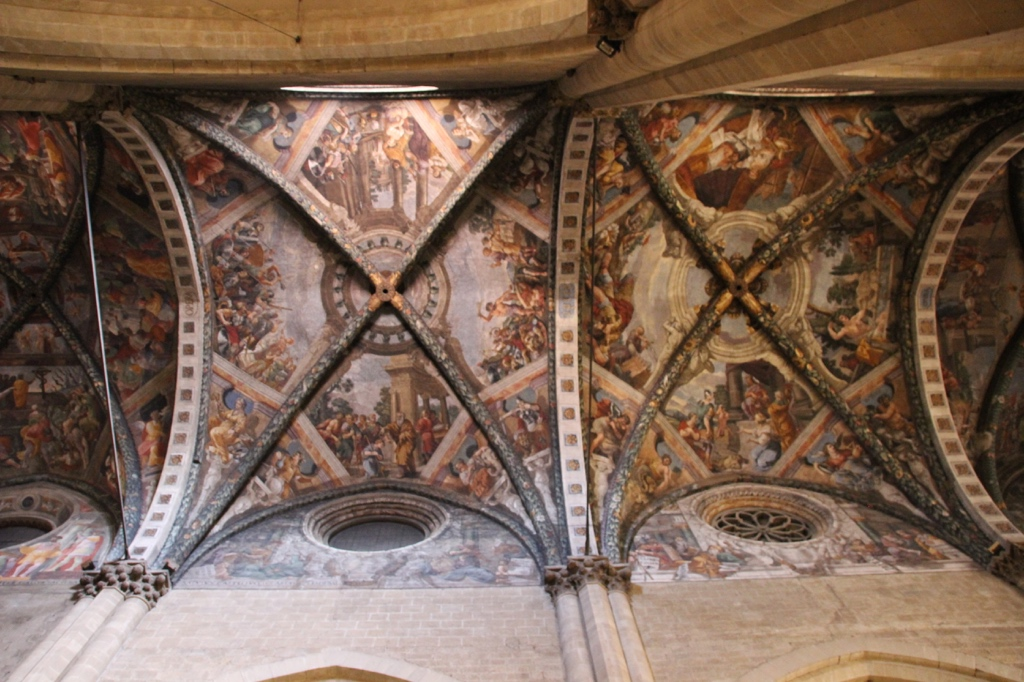
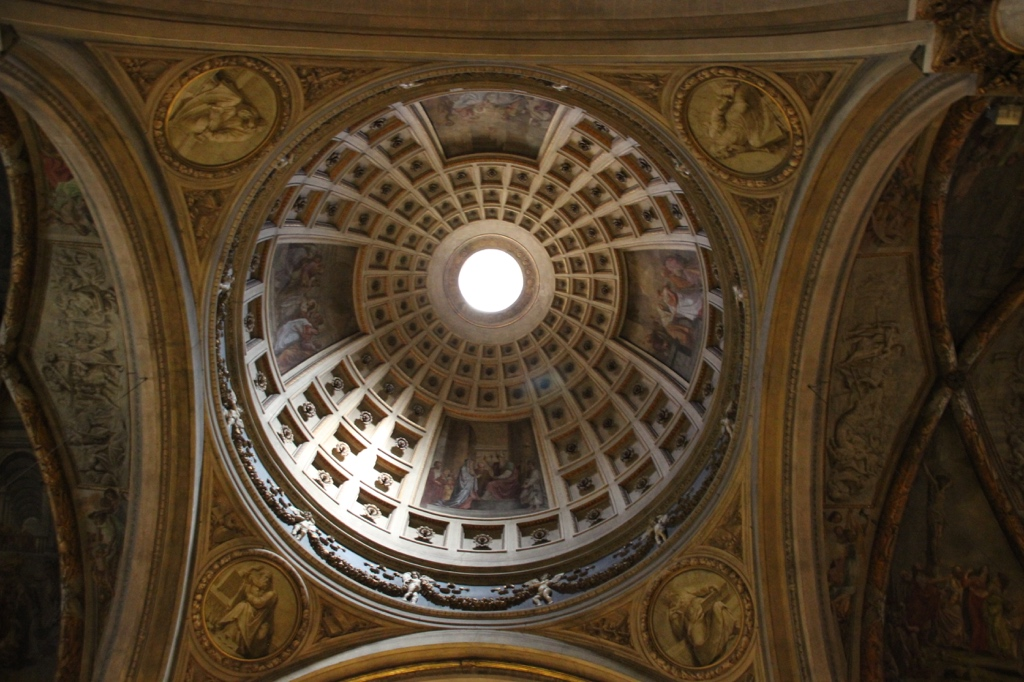
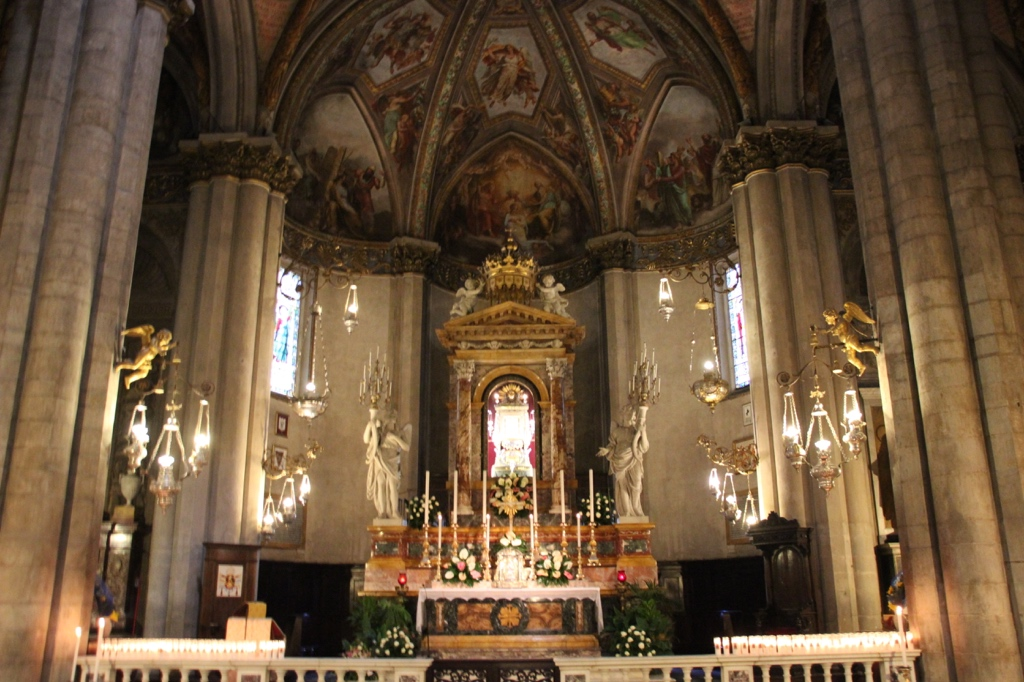

| I Grand'Organo C-c4 |       |
| Principale          | 8′    |
| Ottava              | 4′    |
| Decimaquinta        | 2′    |
| Mistura IV          | 1 ⁄3′ |
| Flauto camino       | 8′    |
| Nassat              | 2 ⁄3′ |
| Cornetto V          | 8′    |
| Tromba              | 8′    |
| Tremolo             |       |

| II Positivo aperto C-c4 |       |
| Bordone                 | 16′   |
| Bordone                 | 8′    |
| Principale              | 4′    |
| Doublette               | 2′    |
| Cimbalo III             | 1′    |
| Gamba                   | 8′    |
| Flauto                  | 4′    |
| Sesquialtera II         | 2 ⁄3′ |
| Cromorno                | 8′    |
| Tremolo                 |       |

| Pedale C-g1  |     |
| Violone      | 16′ |
| Subbasso     | 16′ |
| Basso        | 8′  |
| Bordone      | 8′  |
| Basso corale | 4′  |
| Flauto       | 4′  |
| Trombone     | 16′ |
| Tromba       | 8′  |
| Chiarina     | 4′  |